# Rudik Mkrtchyan
Rudik Mkrtchyan (in armeno Ռուդիկ Մկրտչյան?; 4 settembre 1993) è un lottatore armeno, specializzato nella lotta greco-romana.

## Biografia
Ai mondiali militari di Tehran 2013 ha ottenuto la medaglia di bronzo, mentre a quelli di Mosca 2018 quella d'oro nella categoria dei 55 chilogrammi.
Alla Coppa del mondo individuale di Belgrado 2021 si è classificato 12º nel torneo dei 55 chilogrammi.
Ai campionati europei di Vienna 2021 è stato eliminato dal tabellone principale dal turco Ekrem Öztürk nei quarti ed vinto la finale per il bronzo contro il bielorusso Artsiom Katsar.

## Palmarès
| Anno | Manifestazione    | Sede      | Evento | Risultato | Note |
| ---- | ----------------- | --------- | ------ | --------- | ---- |
| 2010 | Europei cadetti   | Sarajevo  | 50 kg  | Argento   |      |
| 2011 | Europei junior    | Zrenjanin | 50 kg  | 5º        |      |
| 2011 | Mondiali junior   | Bucarest  | 50 kg  | Bronzo    |      |
| 2012 | Europei junior    | Zagabria  | 50 kg  | 7º        |      |
| 2012 | Mondiali junior   | Pattaya   | 50 kg  | 15º       |      |
| 2013 | Mondiali militari | Tehran    | 55 kg  | Bronzo    |      |
| 2018 | Mondiali militari | Mosca     | 55 kg  | Oro       |      |
| 2019 | Europei           | Bucarest  | 55 kg  | 10º       |      |
| 2020 | Europei           | Roma      | 55 kg  | 11º       |      |
| 2021 | Europei           | Varsavia  | 55 kg  | Bronzo    |      |
| 2022 | Europei           | Budapest  | 55 kg  | Bronzo    |      |

## Altre competizioni internazionali
2020
- 12º nei 55 kg nella Coppa del mondo individuale ( Belgrado)